# フィリップ・クレーブン
フィリップ・クレーブン（Sir Philip Lee Craven, MBE、1950年7月4日 - ）は、イギリスのスポーツアドミニストレーター。車いすバスケットボール選手。国際パラリンピック委員会（IPC）第2代会長（2001年-2017年）。「フィリップ・クレイヴァン」等とも表記される。

## 人物
1951年7月4日にイギリスのボルトンに生まれる。ボルトンスクールに在学中の16歳の時、ロッククライミング中に転落し、脊髄を損傷した。
リハビリテーションの過程で車いすバスケットボールに出会い、マンチェスター大学（地理学専攻）在学しながら、バスケットボールに打ち込んだ。1972年7月に同大学を卒業すると、直後の同年8月に開催されたハイデルベルクパラリンピック（第21回国際ストーク・マンデビル競技大会）に参加し、陸上（男子100メートル/カテゴリー3、男子スラローム/カテゴリー3）、水泳（男子50m平泳ぎ/カテゴリー3）、車いすバスケットボールに出場した。その後も、車いすバスケットボールの選手として、1976年、1980年、1984年、1988年の夏季パラリンピックに出場した。
1974年から1991年までイギリス石炭公社（旧イギリス石炭庁）に勤務した。
1988年に国際ストーク・マンデビル競技大会連盟（ISMGF）の車いすバスケットボール部門の会長となると、同部門の独立による国際車いすバスケットボール連盟（IWBF）の設立に尽力し、1994年から2002年までIWBFの会長を務めた。
2001年には国際パラリンピック委員会（IPC）第2代会長に就任し、2017年まで務めた。
2003年からは国際オリンピック委員会（IOC）委員を務めている。2005年から2012年まで、2012年ロンドンオリンピック・パラリンピック組織委員会の理事を務めた。
2018年から2025年までトヨタ自動車取締役（社外取締役）を務めた。

## 叙勲・受賞
1991年に大英帝国勲章（メンバー〈MBE〉）を授与された。2005年にはナイト（Knight Bachelor）に叙任された。
2017年にはパラリンピック勲章を受章した。